# Geghard kolostor
A Geghard kolostor (örményül Գեղարդ) a 10-13. században épült, félig sziklába faragott kolostorkomplexum Örményország Kotajk tartományában. 2000 óta a Világörökség része.

## Története

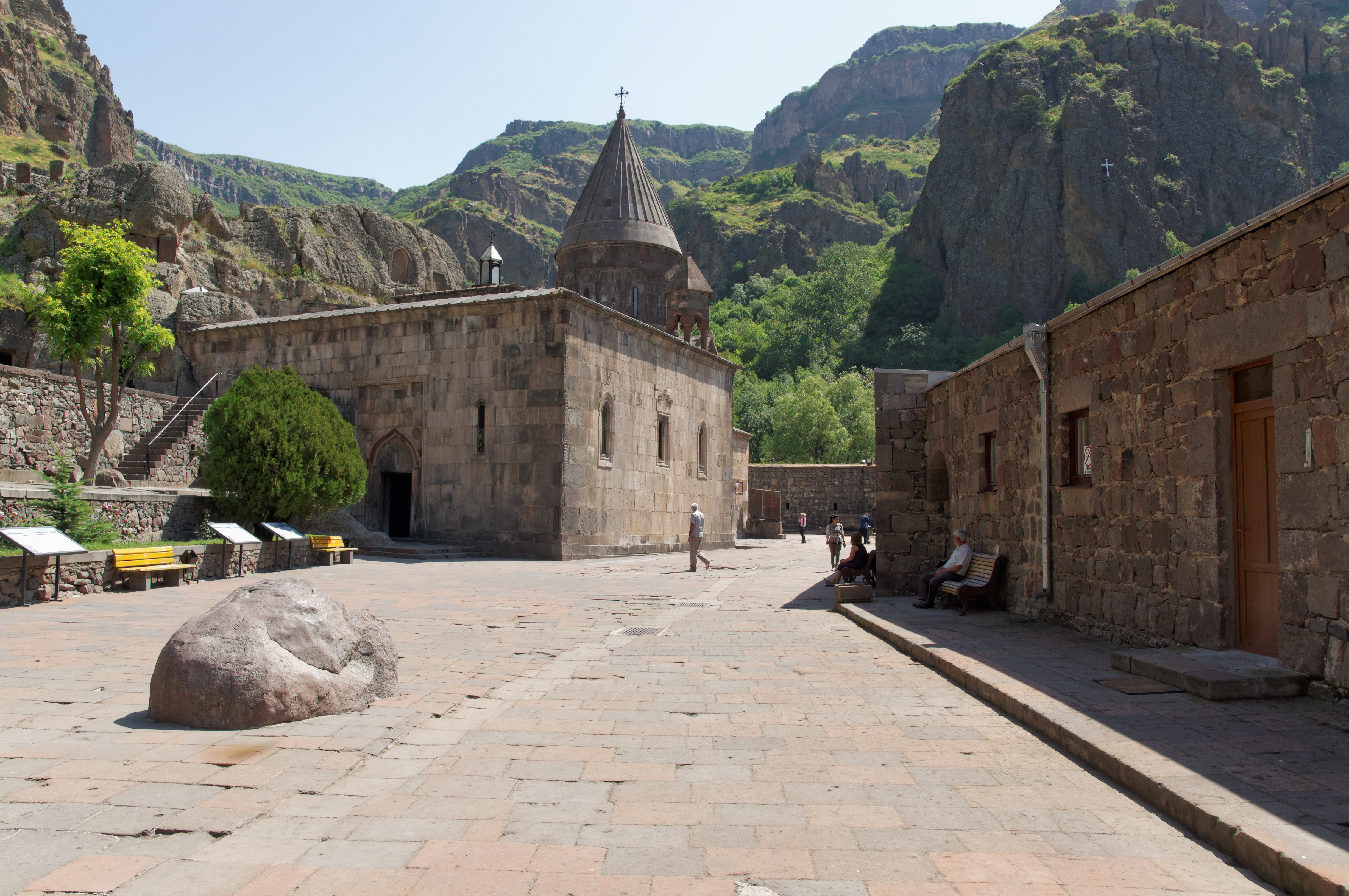

A hagyomány szerint a kolostort a 4. században alapította Világosító Szent Gergely. Helyén a barlangból kifolyó forrás már a pogány időkben is szentnek számított és a kolostor egyik megnevezése is Barlangkolosotor (Ajrivank) volt. Az első kolostort az arabok a 9. században lerombolták, az akkori építményekből semmi sem maradt fent. A 4., 8. és 10. századi örmény krónikák szerint a templomok mellett lakó- és melléképületek is tartoztak hozzá. 923-ban Naszr, a kalifa alrégense kifosztotta a kolostort, többek között egyedi kéziratokat is elvitt, az épületeket pedig felgyújtotta. A romokat földrengések rongálták tovább.
Miután I. Tamar grúz királynő Örményország nagy részét visszafoglalta a törököktől, hadvezérei, Ivane és fivére, Zakare 1215-ben újjáépíttették a főtemplomot. A részben a sziklából kifaragott előcsarnok (ún. gavit) 1225 előtt épült és miután Pros Hagbakjan herceg megvásárolta a kolostort a 13. század közepén, több kisebb kápolnát is vájtak a sziklába. Utódai tovább bővítették Geghardot, megépült egy második barlangtemplom, egy családi síremlék, egy csarnok melyben gyűléseket tartottak (amely a 20. században leomlott) és nagyszámú cellát a szerzetesek számára. Maga Hagbakjan herceg is ide temetkezett 1283-ban. Fénykorában a hét templom és negyven oltár kolostorának nevezték.
Geghard (szó szerint lándzsa) az itt őrzött szent ereklyékről is nevezetes volt, melyek messze földről vonzották a zarándokokat. Közülük a leghíresebb Longinus lándzsája, amivel megölték Jézust. A lándzsát állítólag Tádé apostol hozta ide és a kolostor róla kapta a nevét is (először 1250-ben nevezik így). Pengéje egészen széles, gyémánt formájú és keresztformát vágtak bele. Ereklyetartóját 1687-ben készítették, ma a lándzsával együtt Vagarsapatban őrzik. A 12. században a kolostornak adományozták András és János evangélista ereklyéit is. A 13. században az egyik barlangcellában élt a neves örmény krónikás-szerzetes, Mhitar Ajrivaneci.

## Épületei

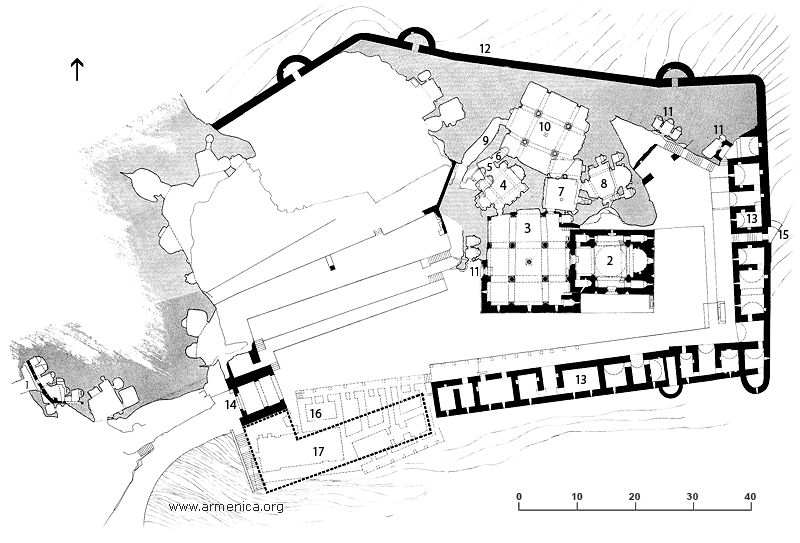
A kolostor alaprajza. 1. Világosító Szt. Gergely kőbevágott kápolnája, 12. sz. 2. Főtemplom (Katoghike, 1215) 3. Gavit (előcsarnok, 1225 előtti) 4. Első sziklatemplom (13. sz.) 5/6. Forrás 7. A Pros-család sírhelye (zsamatunja, 1238) 8. A Pros-család sziklatemploma (1283) 9. Folyosó 10. Felső zsamatun (1288) 11. Sziklakápolnák 12. Erődített fal (12-13. sz.) 13. Melléképületek (17. sz.) 14. Főbejárat (13. sz.) 15. Hátsó bejárat 16. 1970-es években elbontott melléképületek 17. Új épület

A nyugati főbejárathoz közeledve a domboldalban barlangok, kápolnák, faragványok láthatók. A kolostort három oldalról 12-13. századi falak veszik körbe; negyedik oldalról a sziklafal védi. A központi udvar túloldalán nyílik a hátsó bejárat, melyen túl a rituális állatáldozatok asztala (matagh) és a patakon átvezető híd található.
Az udvart egy- és kétszintes lakó- és raktárépületek fogják körbe, melyeket több alkalommal is átépítettek, sokszor egészen az alapoktól, mint a 17. században, vagy az 1968-71-es rekonstrukció idején. A legtöbb szerzetes nem ezekben, hanem a főbejáraton kívül, a sziklába vágott cellákban lakott. Több mint húsz kisebb-nagyobb kőbe vágott helyiséget lehet összeszámolni. A nyugati részen találhatók lakás és raktárcélra szolgáltak, míg a többiek kis kápolnák egy oltárral és félkör alakú apszissal. A kolostoron belül és kívül a sziklafalakat művészein kidolgozott keresztdomborművek díszítik, melyeket az elhunytak vagy adományozók emlékére készítettek.
A főtemplomot (Katoghike) 1215-ben építette I. Tamar királynő két hadvezére, a Zakare és Ivane testvérpár. A kereszt alaprajzú épület a sziklafal mellett áll, belső terét középen kupola koronázza. Dúsan faragott főkapuja a déli falán található. A kapu timpanonját gránátalmafák és szőlőindák, valamint két galamb domborművei díszítik; fölé bikára támadó oroszlán szobrát helyezték, amely a herceg hatalmát szimbolizálta.
A templomhoz nyugatról csatlakozik az 1215-1225 között épült gavit (vagy narthex). Kőtetejét négy masszív oszlop tartja, középen egy tetőnyílás engedi be a fényt. A helyiséget gyűlések összehívására, oktatásra, zarándokok fogadására használták.
A gavit északnyugati oldalából nyílik a barlangból 1240-ben kialakított első sziklatemplom (Avazan), melynek forrását a pogány időkben is szentként tisztelték. A helyiség egyenlő szárú keresztet formáz és egy felirat szerint Galdzak építész műve, aki negyvenéves működése során számos sziklatemplomot készített.
A Pros-család sírboltja (zsamatun) és a belőle nyíló második sziklatemplom (Asztvacacin) 1283-ban épült, feltehetően szintén Galdzak tervei alapján. A sírbolt a gavit északkeleti belső falán lévő kapuból érhető el. Formája nagyjából négyszögletes, falai mélyen vágott domborművekkel vannak díszítve. Különösen feltűnő az északi fal kosfejhez láncolt két oroszlánját és a köztük található, bárányt elragadó sast (feltehetően a Pros-család címere) ábrázoló dombormű. A második sziklatemplomba vezető kapu is dúsan faragott, nagy kereszttel ékesített és mellette szirénekkel (nőarcú madarakkal) ékesített kis kápolnafülkét vágtak a sziklába.
A második sziklatemplom is kereszt alaprajzú, kőbe vágott, domborművekkel díszített kupola alkotja a tetejét, melynek közepén világító nyílást vágtak a külvilágba. A falakat állatok, harcosok, virágok és keresztek domborművei ékesítik.
Az 1288-ban épült felső zsamatun egy külső lépcsőn érhető el. Szintén teljes egészében kőbe faragták, formája a gavitot idézi. Merik és Grigor hercegek sírjai találhatók benne; a többi mára elveszett. A helyiségbe vezető folyosó falába számos keresztdomborművet faragtak.
A kolostoron kívül, a főbejárattól mintegy száz méternyire, jóval az út fölött található az 1177 előtt épült, sziklába vágott Világosító Szent Gergely-kápolna. A vakolatmaradványok alapján valaha freskók borították belső falait.

## Galéria

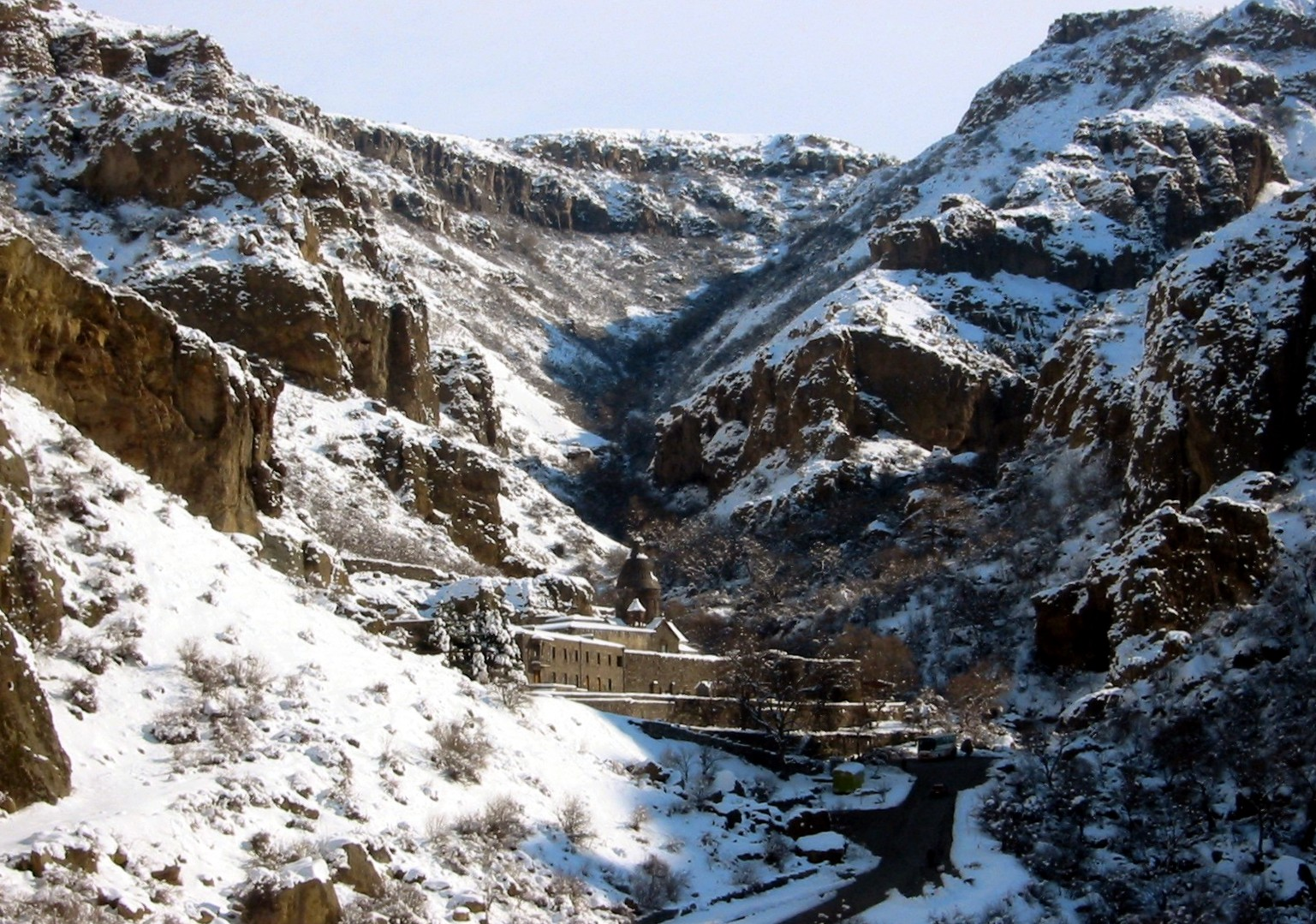
Madártávlatból
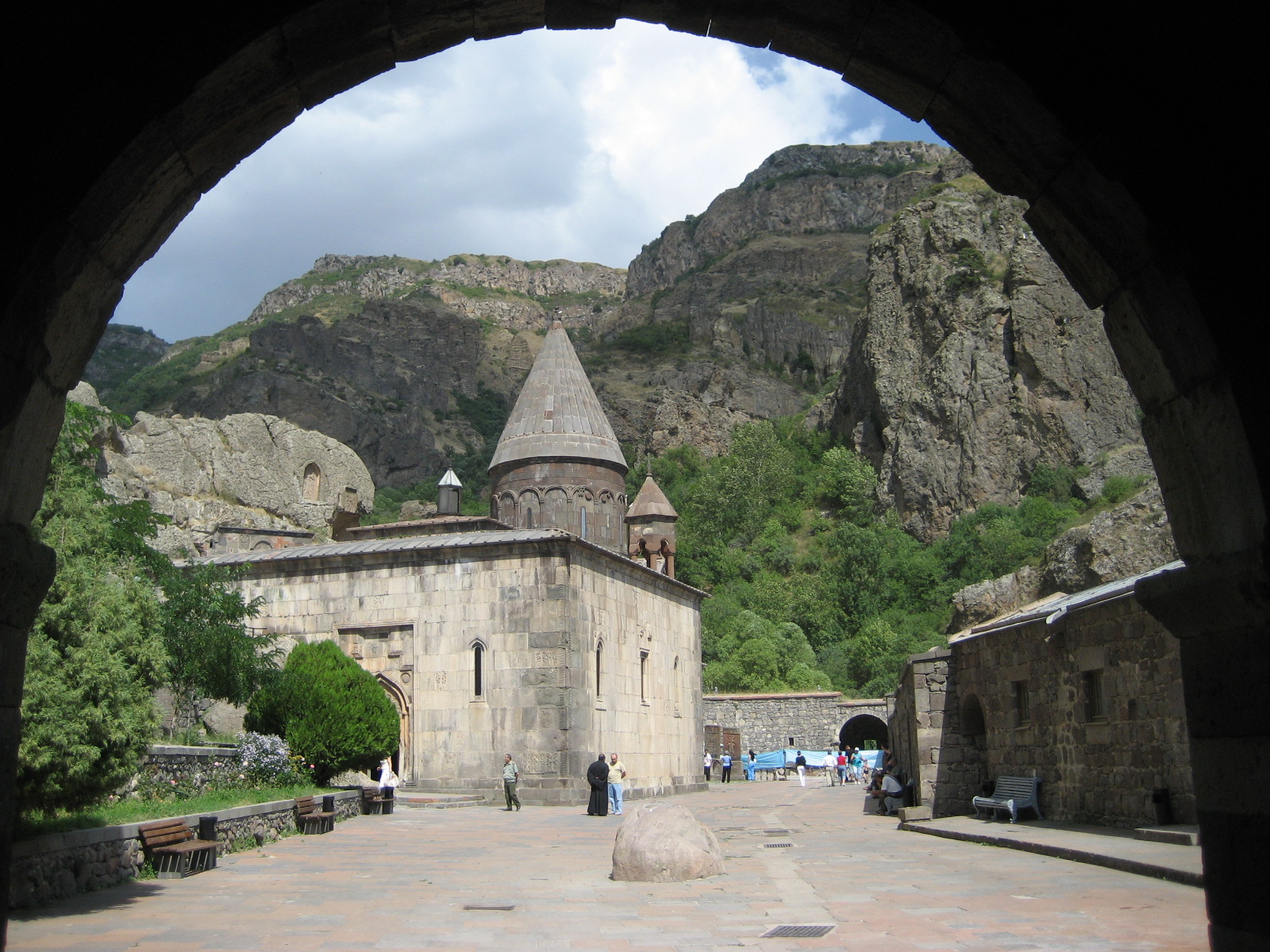
Az udvar a főbejáraton át
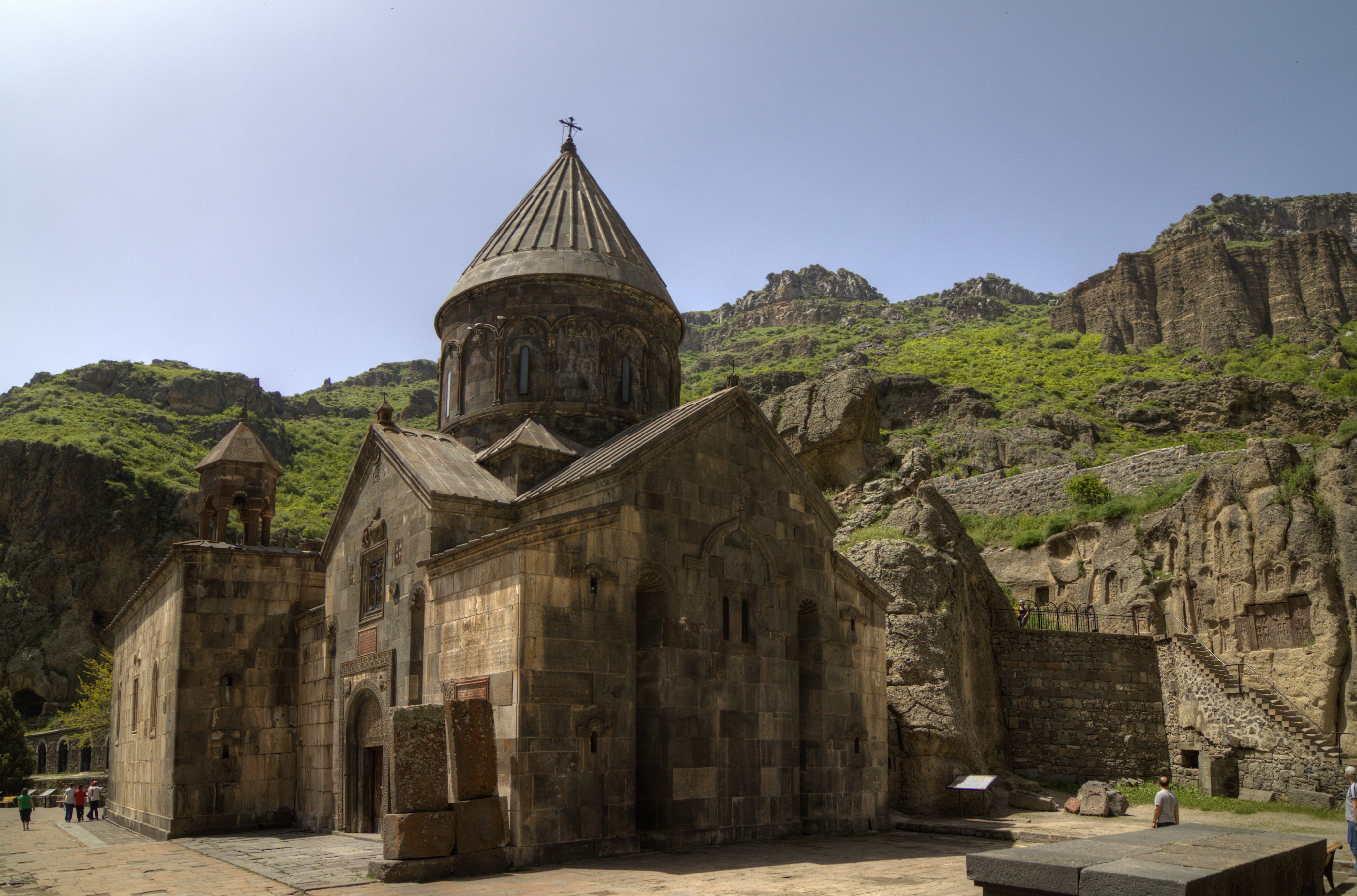
A főtemplom
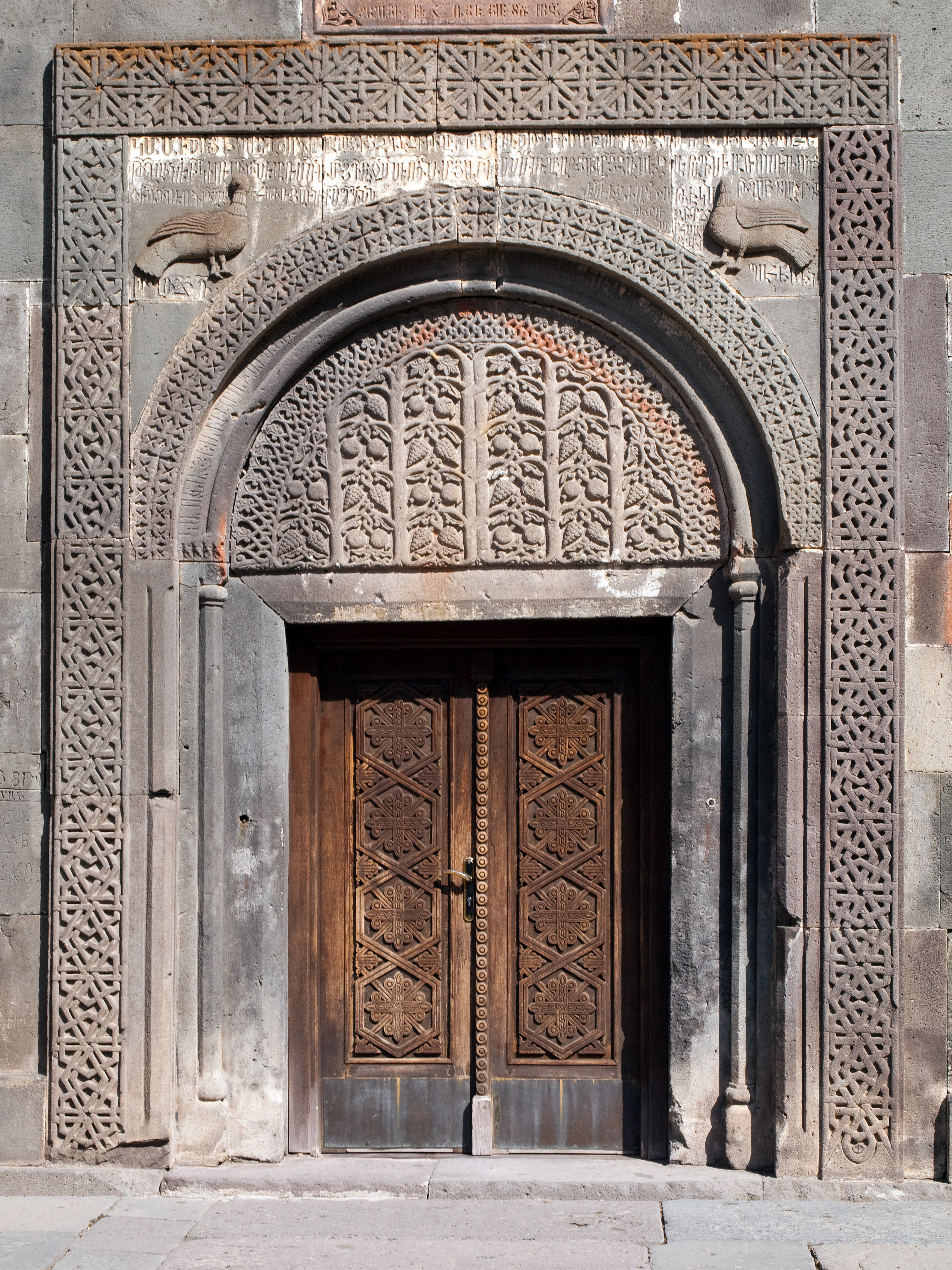
A főtemplom déli kapuja
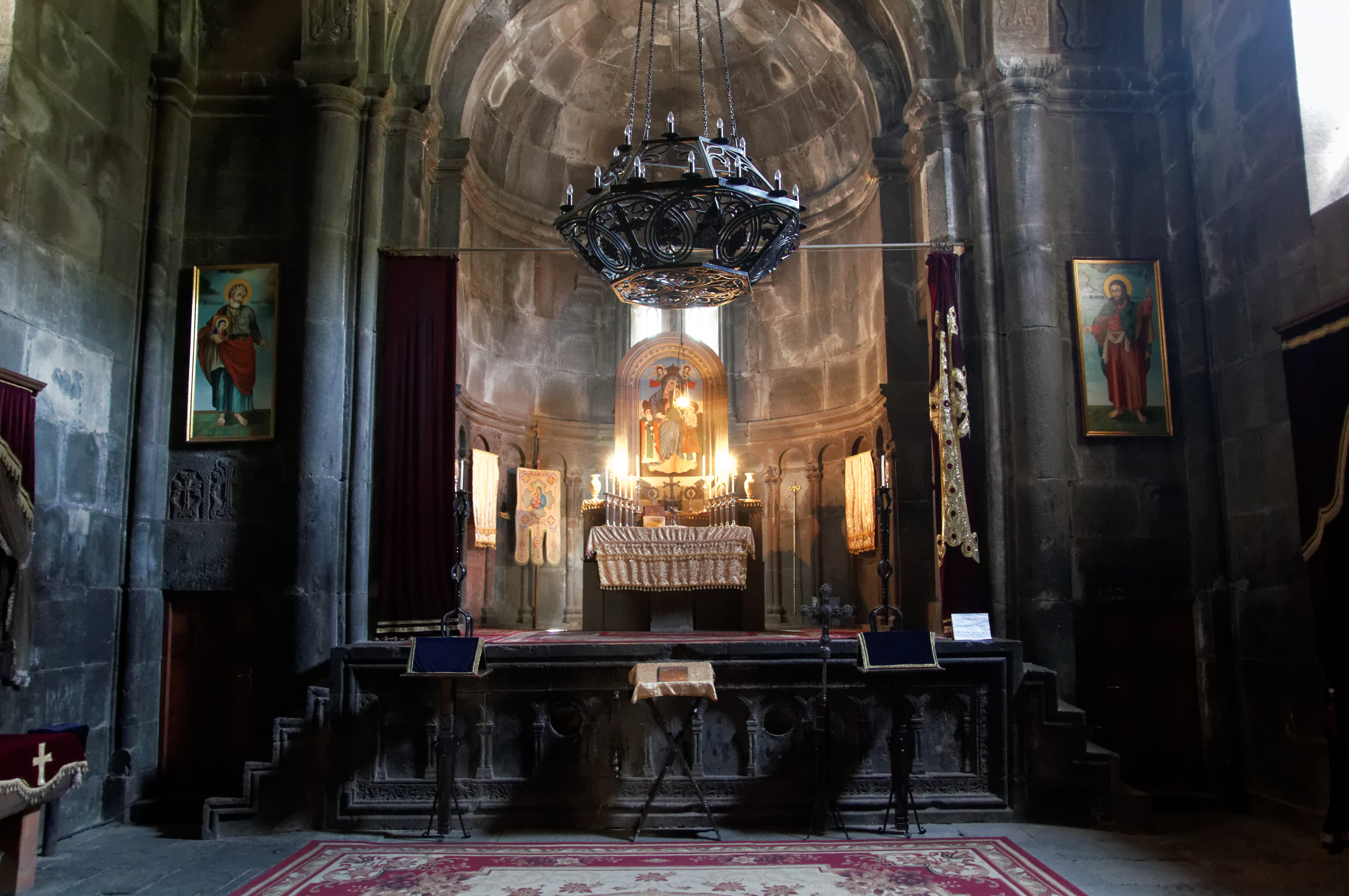
Templombelső
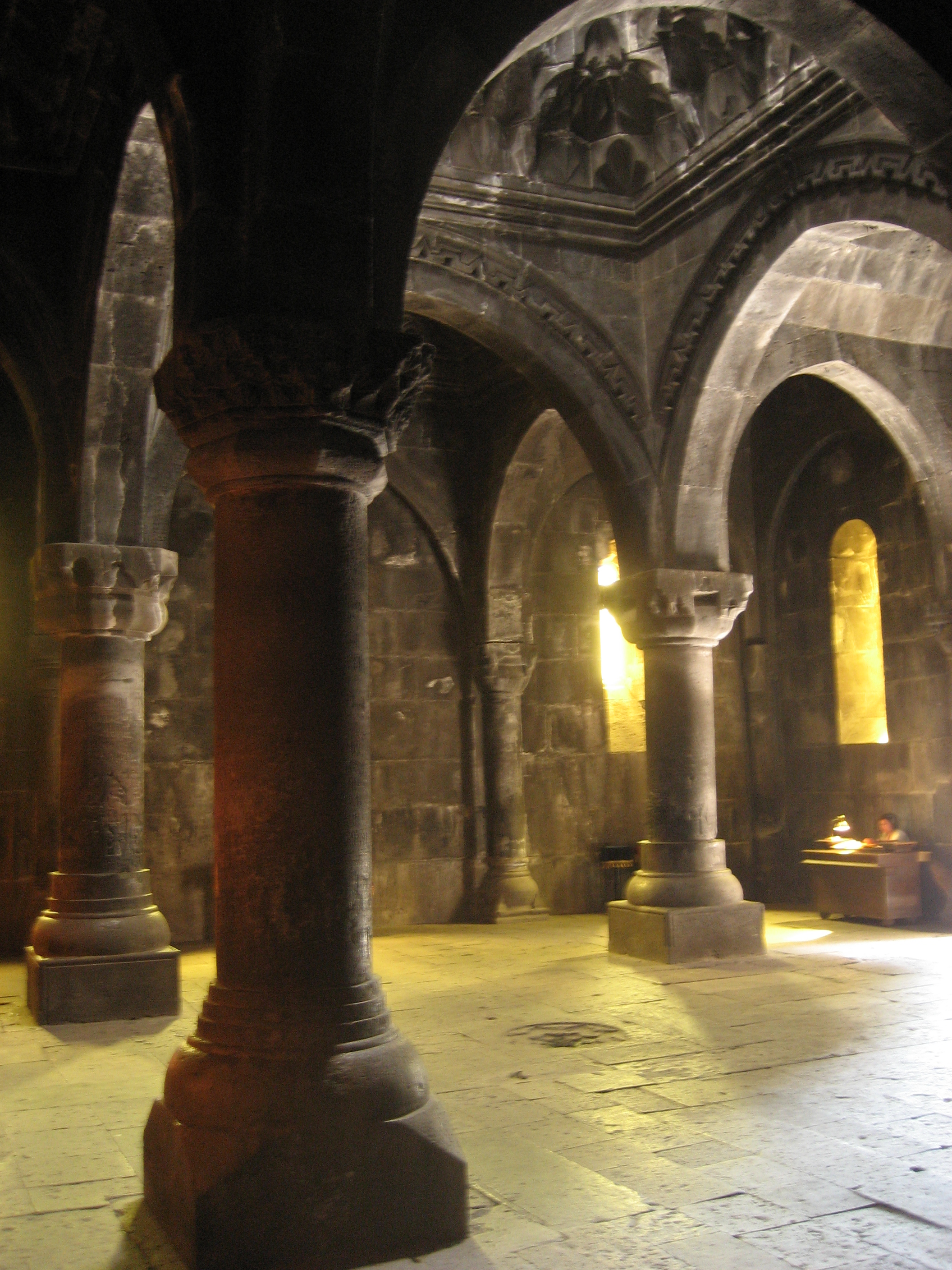
A gavit
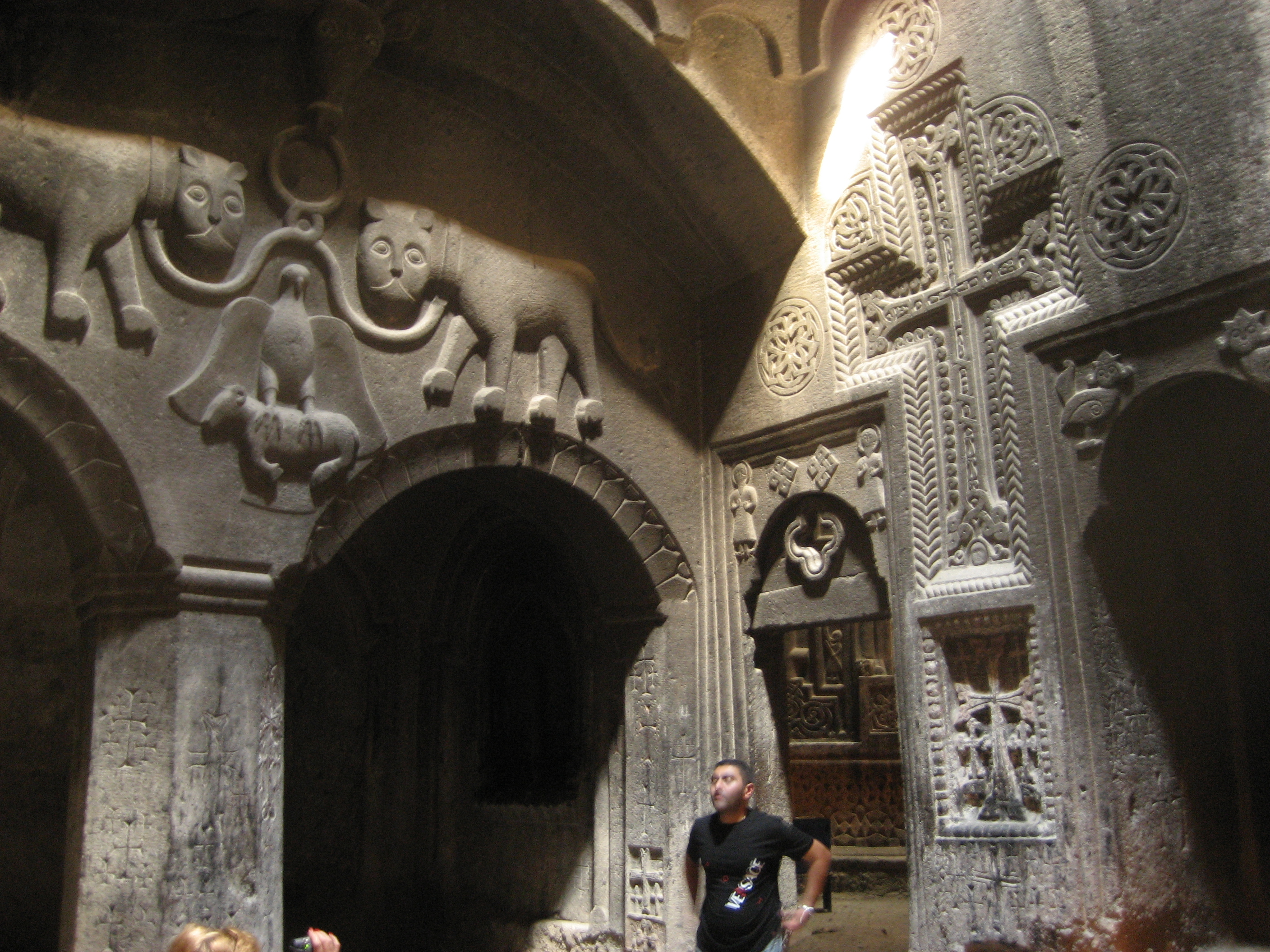
A sírbolt oroszlános domborműve
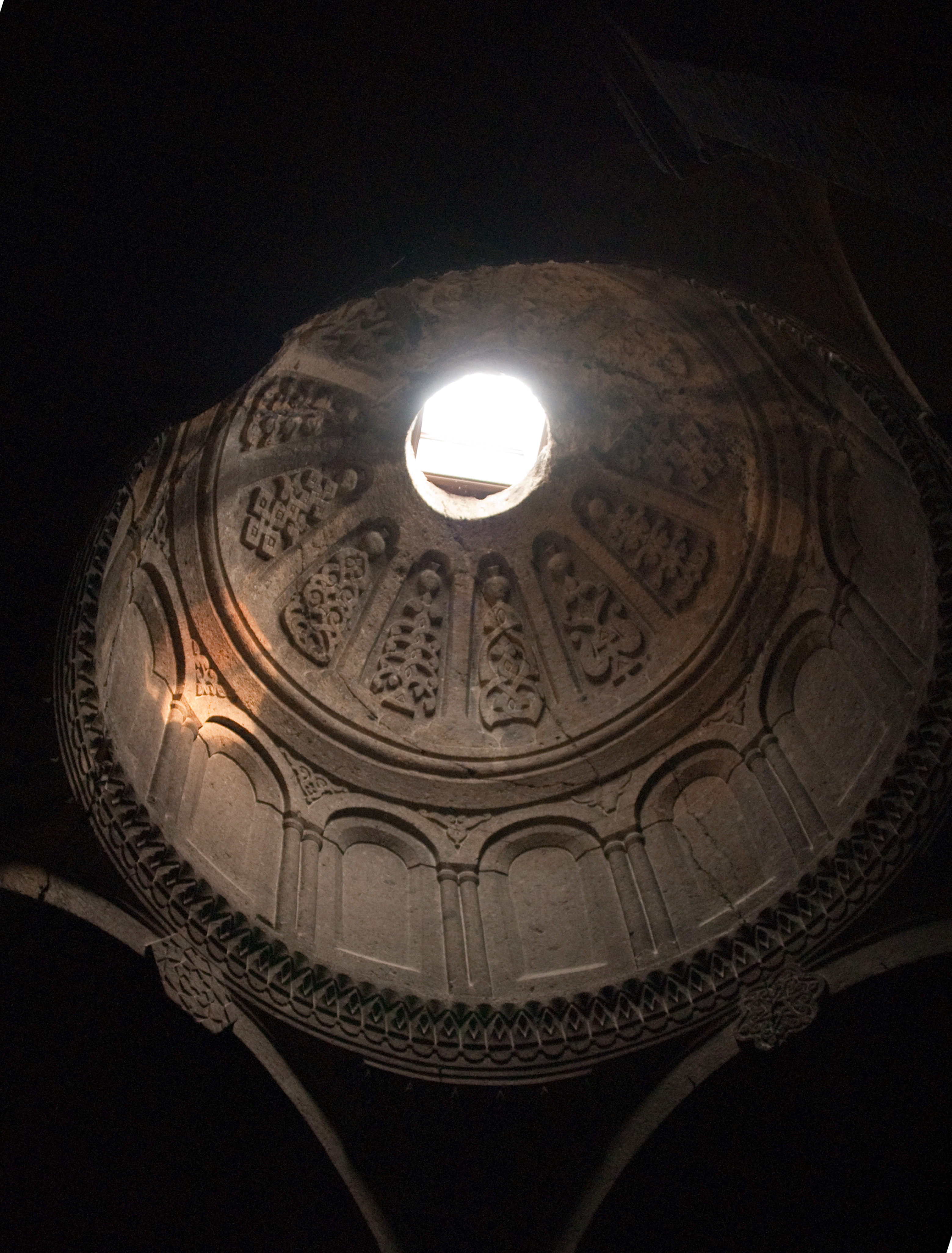
A második sziklatemplom kupolája
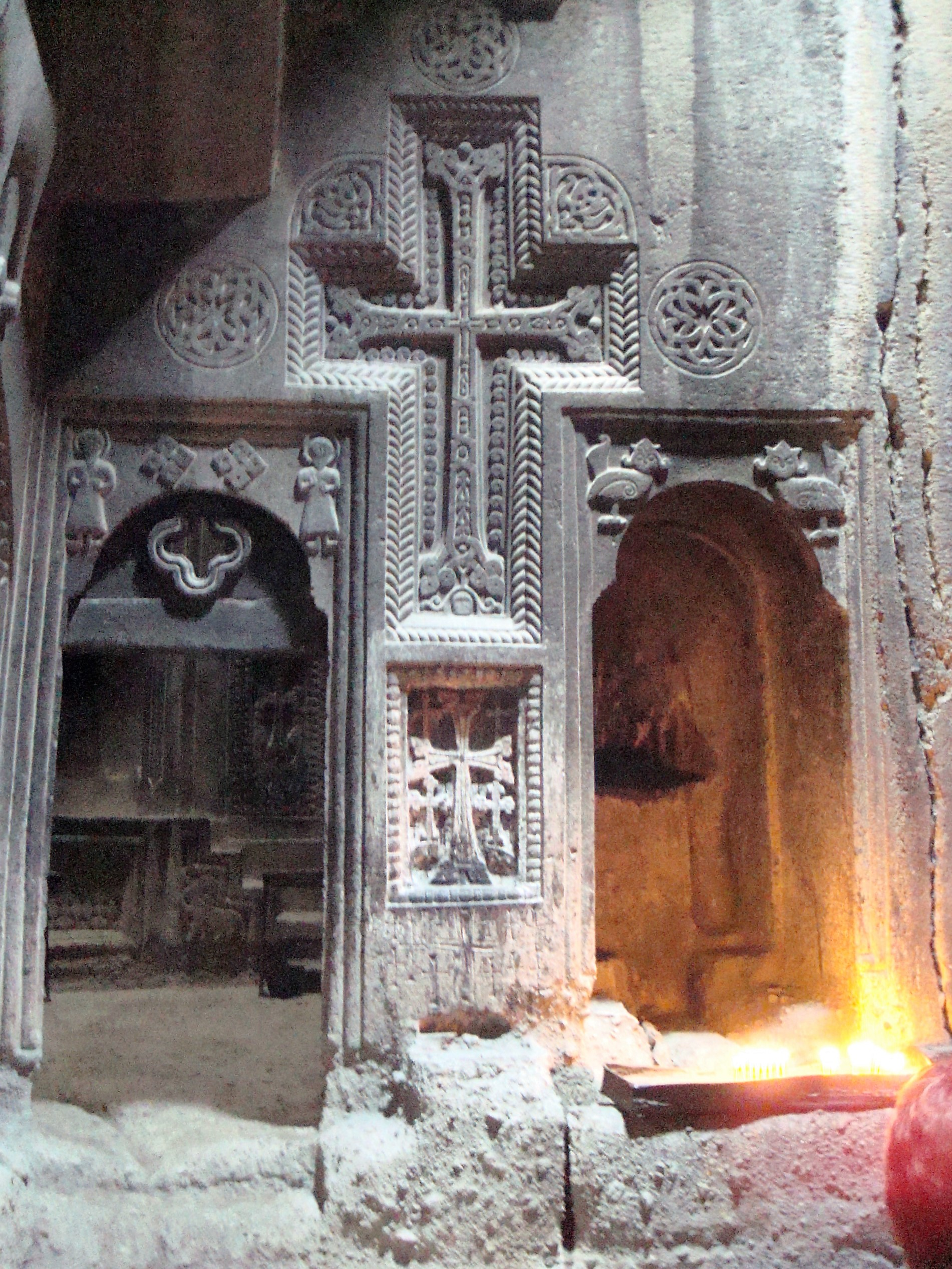
A belső templom bejárata és a szirének kápolnája
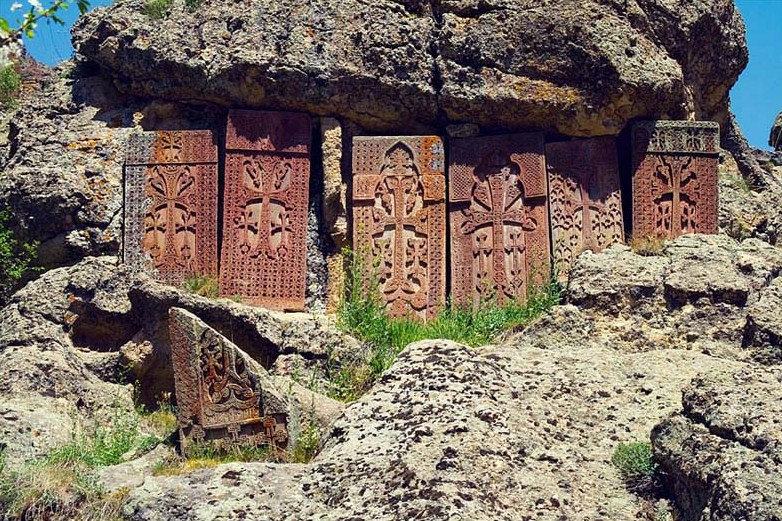
Faragott keresztek
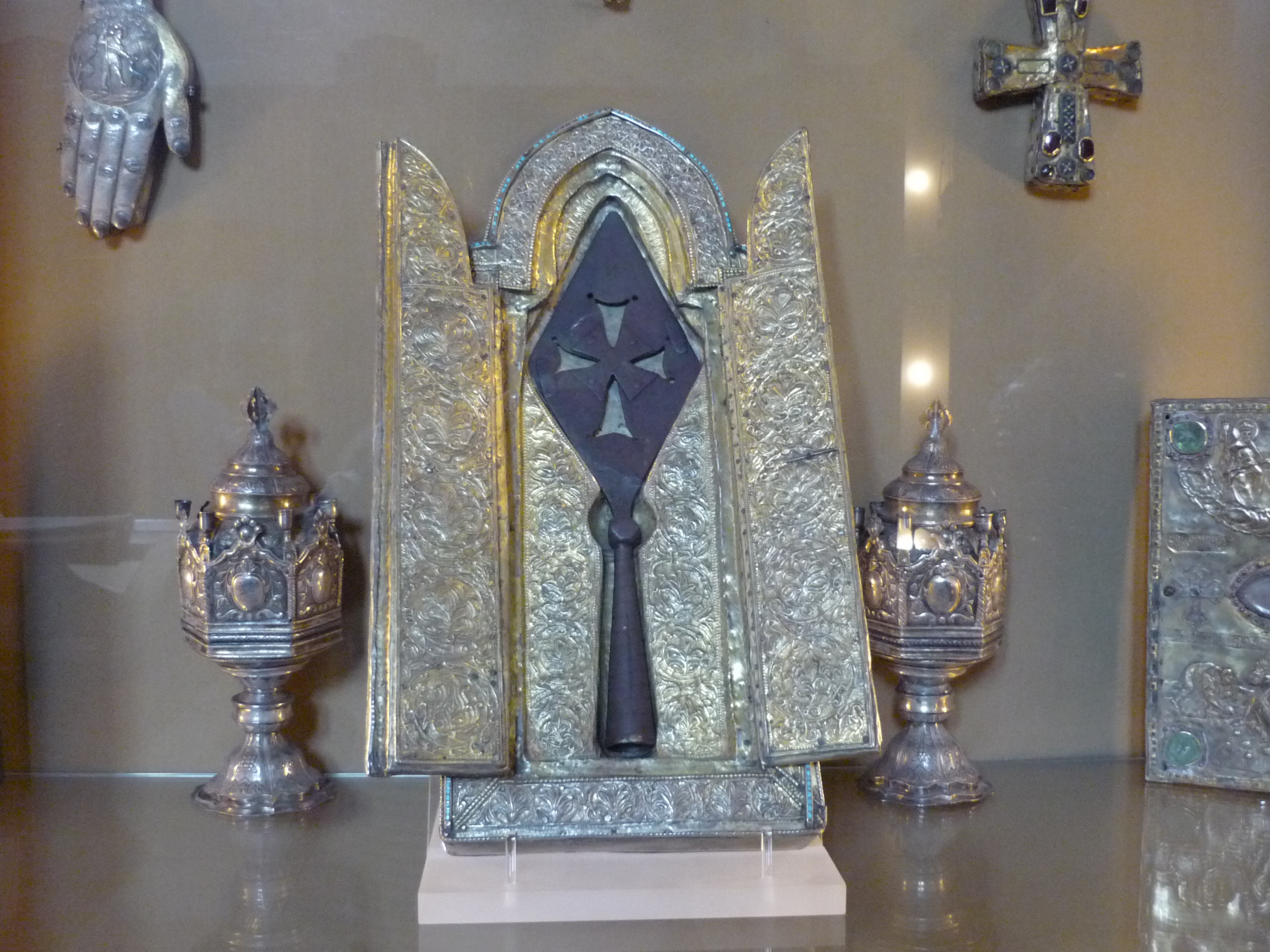
A szent lándzsa, amelyről Geghard a nevét kapta

## Fordítás
- Ez a szócikk részben vagy egészben  a   Geghard című angol Wikipédia-szócikk ezen változatának fordításán alapul.  Az eredeti cikk szerkesztőit annak laptörténete sorolja fel. Ez a jelzés csupán a megfogalmazás eredetét és a szerzői jogokat jelzi, nem szolgál a cikkben szereplő információk forrásmegjelöléseként.